# Krusader
Krusader es un avanzado administrador de archivos con paneles gemelos (estilo commander) para KDE, similar a Midnight Commander (Linux) o Total Commander (Windows), con muchas utilidades. Provee todas las opciones de un gestor de archivos que pueda querer. Tiene soporte para archivos comprimidos, sistemas de archivo montados, FTP, módulo de búsqueda avanzada, visor/editor, sincronización de directorios, comparación de contenido de archivos, renombrado recursivo de archivos y mucho más.
Ofrece soporte para los siguientes formatos de archivo comprimido: tar, zip, bzip2, gzip, rar, ace, arj, lha y rpm, además puede manejar otros KIOslaves como smb o fish. Es altamente personalizable, fácil de usar, rápido y se ve genial en el escritorio.
Los gestores de archivos de dos paneles (como Krusader) son también conocidos como GAO (Gestores de Archivos Ortodoxos). Su ventaja sobre gestores de archivo de un solo panel es la posibilidad de usar las diferentes teclas de funciones. En esencia es similar a tocar el piano. Una se acostumbra a la posición de las teclas y sus funciones y se vuelve posible manejar el gestor de archivos con los ojos vendados.
Krusader se publica bajo la licencia de software GNU GPL.
Plataformas disponibles:
- POSIX (Linux, BSD, Unix, Solaris)
- todas las plataformas BSD (FreeBSD/OpenBSD/NetBSD/Apple Mac OS X)

Krusader no necesita el entorno de escritorio KDE para funcionar en su computadora pero el ambiente natural de Krusader es KDE, porque se sostiene en servicios proporcionados por las bibliotecas KDE. Solo se necesitan algunas bibliotecas compartidas como las de KDE, QT™, etc. Esto significa que Krusader puede ejecutarse en Gnome, AfterStep, XFce u otro gestor de ventanas, siempre y cuando cuente con las bibliotecas necesarias en su sistema. Generalmente estos problemas de dependencias son solucionados por su administrador de software como apt, en sistemas tipo Debian, o Portage, en Gentoo.

## Historia
Krusader fue fundado (enlace roto disponible en Internet Archive; véase el historial, la primera versión y la última). en mayo de 2000 por Shie Erlich y Rafi Yanai, debido sobre todo a que no existía una alternativa a Total Commander para Linux. Erlich y Yanai escogieron el kit de desarrollo Qt y la herramienta de desarrollo KDevelop para escribir el programa. Crearon el primer sitio web de Krusader, después Dirk Eschler se convirtió en el webmaster. Dirk se encargó de dar a Krusader el sitio web que merece. Krusader M-1 (Milestone 1) fue el primer bosquejo del programa y se liberó para KDE2 (Kleopatra 1.91), desafortunadamente el código se perdió. Un bosquejo del diseño Archivado el 23 de febrero de 2006 en Wayback Machine. está disponible. El proyecto Krusader ha crecido y en octubre de 2007 cuenta con 9 desarrolladores.